# Ельвільяр
Ельвільяр, Більяр (ісп. Elvillar, баск. Bilar) — муніципалітет в Іспанії, у складі автономної спільноти Країна Басків, у провінції Алава. Населення — 369 осіб (2009).
Муніципалітет розташований на відстані близько 260 км на північ від Мадрида, 33 км на південь від Віторії.

## Демографія
Динаміка населення (INE ):

## Галерея зображень

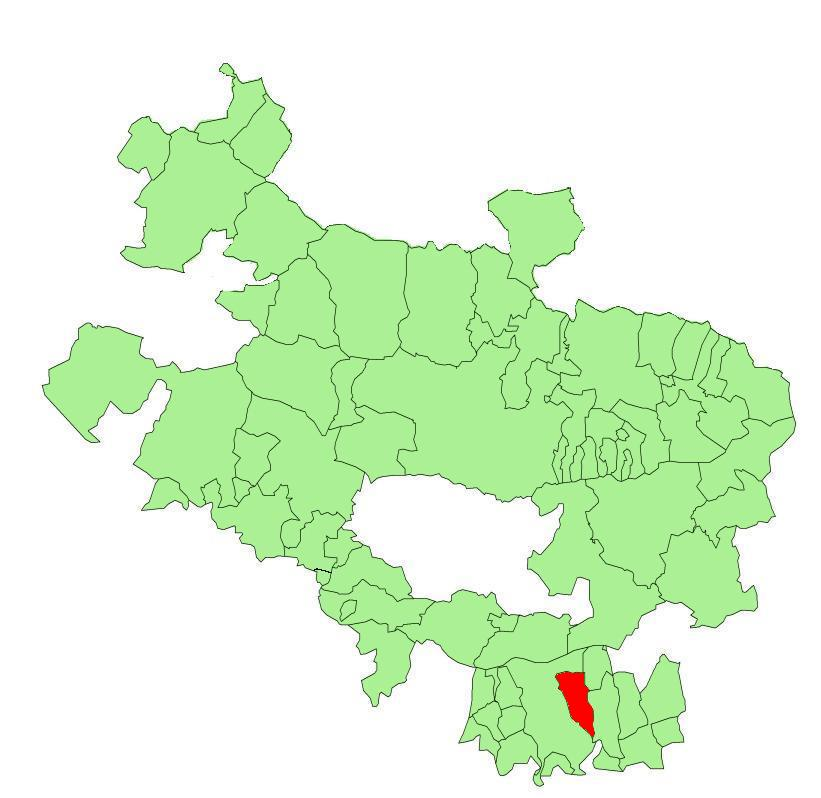
Розташування муніципалітету
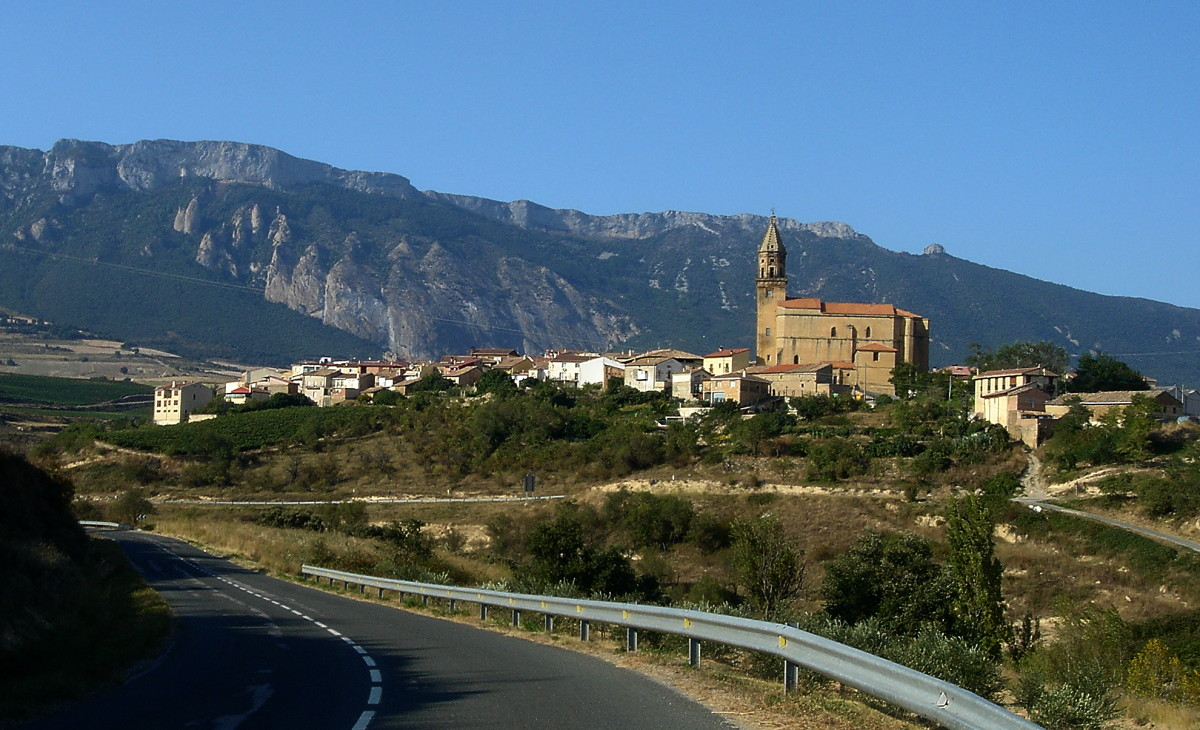
Ельвільяр і церква Нуестра-Сеньйора-де-ла-Асунсьйон
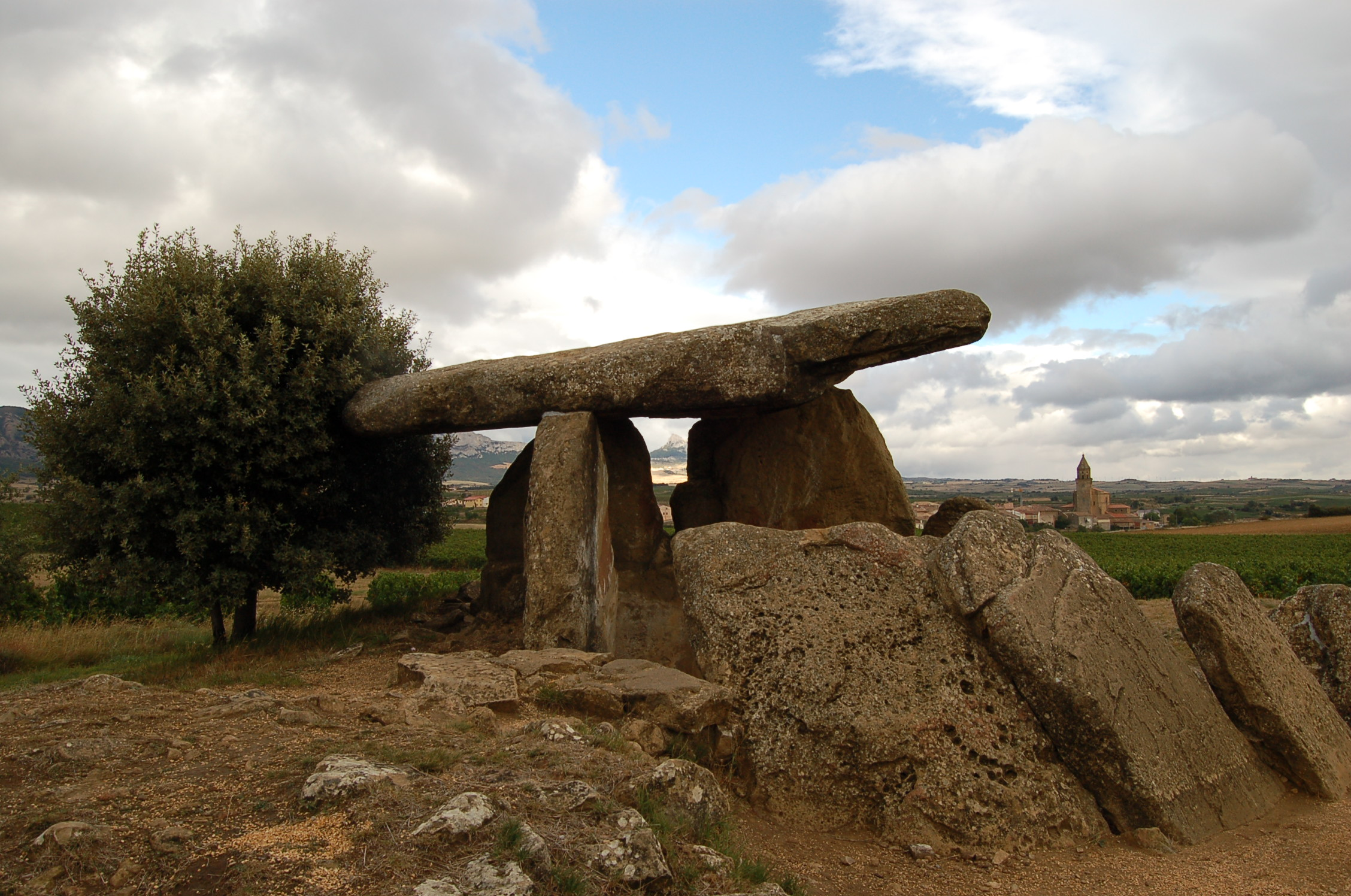
Дольмен Ла-Чабола-де-ла-Ечісера (хатина відьми), на задньому плані - Ельвільяр